# Wallabia bicolor
El walabí de pantano o walabí negro (Wallabia bicolor) es un pequeño marsupial macrópodo endémico del este de Australia. Es el único representante conocido del género Wallabia. La especie es bastante común, y no se encuentra amenazada.

## Hábitat y distribución
Este walabí se encuentra en las áreas más norteñas del Cabo York en Queensland, bajando por la costa hasta el suroeste de Victoria. Se lo encontraba antiguamente en el sur Australia Meridional, pero en la actualidad es muy raro, o se encuentra ausente de la región.
Habita en sotobosques, donde se oculta durante el día bajo la vegetación, emergiendo en la noche para alimentarse. Los bosques de Acacia harpophylla en Queensland son un hábitat especialmente favorable para la especie.

## Reproducción
La gestación dura 33  a 38 días y produce una única cría, que es cargada en el marsupio por 8 a 9 meses, pero que continuará mamando hasta los 15 meses. El walabí de pantano exhibe una inusual diapausa embriónica, difiriendo de otros marsupiales en que su período de gestación es mayor que el estro del animal.Alcanzan la madurez sexual entre los 15 y 18 meses.